# Global Alliance in Management Education
CEMS – The Global Alliance in Management Education eller CEMS (tidligere navn Community of European Management Schools and International companies) er et samarbejde mellem verdens ledende universiteter, herunder handelshøjskoler, og multinationale virksomheder samt NGO’er. CEMS Global Alliance består af 29 akademiske institutioner fra 5 kontinenter, over 70 virksomhedspartnere og 5 sociale partnere fra alle verdenshjørner. CEMS tilbyder en kandidatgrad i international management kaldet CEMS MIM som kan tages i de 29 skoler der er en del af CEMS samarbejdet. Derudover driver CEMS det internationale alumni program, CEMS Alumni Association (CAA), hvor målsætningen er at facilitere et tæt samarbejde mellem nuværende CEMS studerende, tidligere CEMS studerende og virksomhedspartnerne.
Siden CEMS MIMs oprettelse i 2005 har kandidatgraden rangeret blandt verdens absolut bedste indenfor international management. Eksempelvis ligger CEMS MIM i top 10 i Financial Times Master’s in Management rangliste.

## CEMS MIM
CEMS Master’s in International Management (CEMS MIM) er et ét-årigt program der tilbydes af handelshøjskoler og universiteter til udvalgte kandidater der i forvejen studerer en kandidatuddannelse på et af medlems institutionerne. De fire grundlæggende institutioner, University of Cologne, HEC Paris, ESADE og Universitá Bocconi etablerede CEMS MIM i 1988, og var dermed den første supra-nationale kandidatgrad på daværende tidspunkt. Målet med CEMS, er, at sætte en global standard for kvalitetsuddannelse indenfor Management, og som tilbydes til studerende der er målrettede og ønsker at have en ledende rolle i udviklingen af virksomheder i en global kontekst.
Det forventes at de studerende udviser lederskab ved at besidde:
- Høje akademiske og professionelle færdigheder
- Evnen til at kunne trives og præstere under et skiftende miljø
- Evnen til at have forståelse for andre kulturer, værdier og adfærd
- En villighed til at tage ansvar for samfundet

CEMS MIM består af et basis semester som oftest fuldføres ved hjemmeuniversitet, hvor man er indskrevet, fulgt af et semester der tilbringes i udlandet ved et af CEMS universiteterne. Derudover kræves det, at man gennemfører et Business projekt, et antal kurser inden for business og kommunikation, to sprog eksaminer ud over modersmålet, samt et godkendt praktikophold i udlandet. På trods af at CEMS MIM hovedsageligt fokuserer på uddannelse af høj kvalitet, er programmet unikt idet at det også har et fokus på praktiske forretnings færdigheder, sprogkundskaber og tidlig international erfaring.
Hvert CEMS universitet har et begrænset antal pladser til rådighed, hvilket betyder at udvælgelsesprocessen oftest er krævende og adgangskravene er høje. Udvalgte studerende har oftest et højt karaktergennemsnit, relevant erhvervserfaring og et bevis på at kandidaten taler et eller flere sprog ud over modersmålet.
Udvælgelsesprocessen kan variere på tværs af institutionerne, men oftest er det et krav at kandidaten er indskrevet på et bestemt cand.merc. program ved et af medlemsinstitutionerne før kandidaten får lov til at søge CEMS MIM. Alle CEMS kandidater dimitterer med to kandidatgrader – én kandidatgrad fra hjemmeuniversitet, eksempelvis cand.merc. fra CBS samt én kandidatgrad fra CEMS Master’s in International Management. CEMS MIM betragtes derfor ofte som en dobbel-kandidatgrad, eller på engelsk “dual-degree”.

## Rangering
CEMS har rangeret blandt de top 10 bedste kandidatuddannelser inden for international management i Financial Times Master’s in Management siden dens grundlæggelse i 2005.
|                                                                        | 2015 | 2014 | 2013 | 2012 | 2011 | 2010 | 2009 | 2008 | 2007 | 2006 | 2005 |
| Financial Times Ranking Arkiveret 16. oktober 2015 hos Wayback Machine | 4    | 5    | 7    | 3    | 2    | 2    | 1    | 3    | 2    | 2    | 3    |

## CEMS Akademiske Medlemmer
Skoler som tilbyder kandidatuddannelsen CEMS Master’s in International Management (CEMS MIM):
| Land           | Universitet                                              |
| -------------- | -------------------------------------------------------- |
| Australien     | The University of Sydney Business School                 |
| Østrig         | WU (Vienna University of Economics & Business)           |
| Belgien        | Louvain School of Management                             |
| Brasilien      | Escola de Administração de Empresas de São Paulo-FGV     |
| Canada         | Ivey Business School                                     |
| Chile          | Universidad Adolfo Ibáñez                                |
| Kina           | Tsinghua University School of Economics and Management   |
| Tjekkiet       | University of Economics, Prague                          |
| Danmark        | Copenhagen Business School                               |
| Finland        | Aalto University School of Business                      |
| Frankrig       | HEC Paris                                                |
| Tyskland       | University of Cologne                                    |
| Hong Kong      | HKUST Business School                                    |
| Ungarn         | Corvinus University of Budapest                          |
| Indien         | Indian Institute of Management Calcutta                  |
| Irland         | UCD Michael Smurfit Graduate Business School             |
| Italien        | Università Bocconi                                       |
| Japan          | Keio University                                          |
| Holland        | Rotterdam School of Management, Erasmus University       |
| Norge          | Norwegian School of Economics                            |
| Polen          | Warsaw School of Economics                               |
| Portugal       | Nova School of Business and Economics                    |
| Rusland        | Graduate School of Management, St. Petersburg University |
| Singapore      | National University of Singapore                         |
| Spanien        | ESADE Business School                                    |
| Sverige        | Stockholm School of Economics                            |
| Schweiz        | University of St.Gallen                                  |
| Tyrkiet        | Koç University Graduate School of Business               |
| Storbritannien | The London School of Economics and Political Science     |

## CEMS Virksomhedspartnere
CEMS indgår i et partnerskab med 70+ virksomheder som bidrager finansielt og samtidigt giver input til undervisningen, således at undervisningen matcher hvad virksomhederne efterspørger. Det betyder at de inviterer til forskellige færdighedskurser, holder foredrag og/eller inviterer studerende til virksomhedsaktiviteter. Her har de studerende mulighed for at lære mere om deres muligheder i den pågældende virksomhed, lære om virksomhedsprocesserne, netværke eller løse cases. Disse forbindelser mellem virksomhederne og de studerende er en ideel mulighed for virksomhederne at markedsføre dem selv, mens de studerende får indblik i virkelig problemstillinger som virksomhederne møder mens de virksomhederne får indblik i nye perspektiver.
| - A.T. Kearney - ABB - Airbus Group - Arçelik - Arla Foods - AstraZeneca PLC - Bank of Moscow - Barilla - Beiersdorf AG - BNP Paribas - BRF - Coloplast - Crédit Agricole S.A. - Daymon Worldwide - Deloitte Touche Tohmatsu - Deutsche Bank - Dropbox - EDP - Energias de Portugal, S.A. - EF Education First - ENGIE - Facebook - Fung (1937) Management Ltd. - GlaxoSmithKline - Google - Groupe SEB | - Grupa Azoty S.A. - Henkel AG & Co. KGaA - Hilti - HSBC - Indesit Company s.p.a. - ING Group - Kerry Group plc - KONE - Kowa Company, Ltd - L'Oréal - Lawson, Inc - LVMH - Maersk - MasterCard - McKinsey & Company - Millennium bcp - Banco Comercial Português - Mondi Europe & International - MVM - Natixis - Nokia Corporation - Nomura Securities Co, Ltd - Novo Nordisk - Oesterreichische Nationalbank - OMV Aktiengesellschaft | - OTP Bank - PricewaterhouseCoopers - Procter & Gamble - QBE Insurance Group Limited - Reckitt Benckiser - SABMiller plc - Salesforce - Schneider Electric - Shell - Siemens Management Consulting - ŠKODA AUTO a.s. - Société Générale - Statkraft AS - Statoil - Swiss RE - UBS - Unibail-Rodamco - UniCredit - Uniplaces - United Overseas Bank - Universum - Vodafone - Whirlpool Corporation - Wolseley Group - Zurich Financial Services |

## CEMS Sociale Partnere
De første CEMS Sociale partnere tilsluttede sig organisationen i december 2010. Disse var blandt de første nonprofit og NGO’er som bidrog til alliancen og dets arbejde. Ligesom virksomhedspartnerne, er de sociale partnere med til at udvælge kandidater, give forslag til pensum, tilbyder praktikpladser samt ansættelsesmuligheder. Samarbejdet med de sociale partnere har bl.a. medført til, at CEMS har underskrevet PRME deklarationen (Principles of Responsible Management Education), med målet om at lære de kommende generationer af ledere om bæredygtige ledelsesprincipper og virksomhedspraksis.
- CARE International
- Fairtrade Labelling Organizations International
- Transparency International
- United Nations Alliance of Civilizations (UNAOC)
- Global Alliance of Banking on Values
- Kiron Open Higher Education

## CEMS Alumni Association (CAA)
CAA blev stiftet i 1993 af CEMS dimittender. Foreningen er et internationalt netværk med 10.000 medlemmer på verdensplan.
CAA ledes af en Alumni bestyrelse og er repræsenteret i mange lande gennem lokale komiteer (Local Committees). De lokale komiteer er ansvarlige for at holde kontakten med CEMS alumni samt at organisere forskellige aktiviteter, professionelle såvel som sociale. Alumni bestyrelsen består af en CAA præsident, en CEMS formand, en repræsentant af CEMS Student Board, en repræsentant for CEMS medlemsskolerne, tre lokale committee repræsentanter, to senior alumni og to junior alumni.
Alumni bestyrelsens mission, er, at give alumni medlemmerne mulighed for at udvikle sig både på det personlige niveau såvel som karrieremæssigt gennem forskellige initiativer. Alumni bestyrelsen repræsenterer også alumni medlemmernes interesser ved CEMS udøvende bestyrelse.

## External links
- Official CEMS website.
- Official CEMS e-brochures.
- Official CEMS School list.
- Official CEMS magazine Arkiveret 8. september 2015 hos  Wayback Machine.
- CEMS photo library.
- CEMS video library.
- Financial Times Masters in Management Ranking Arkiveret 17. april 2015 hos  Wayback Machine

## References
1. ↑  CEMS facts & figures - CEMS
2. 1 2  "http://rankings.ft.com/businessschoolrankings/masters-in-management-2015". Arkiveret fra originalen 17. april 2015. Hentet 12. september 2015. {{cite web}}: Ekstern henvisning i |title= (hjælp)
3. ↑  The Rise And Rise Of The Masters In Management
4. ↑  School list | CEMS
5. ↑  CEMS Corporate Partners | CEMS
6. ↑  CEMS Collaborative Impact: Partnering for Sustainable Solutions and Business Education Innovation
7. ↑  "CEMS Alumni Association | CEMS Alumni Platform". Arkiveret fra originalen 11. september 2015. Hentet 18. september 2015.